# Antigen leucocitari humà

Regió HLA del cromosoma 6

L'antigen leucocitari humà (HLA) és el nom que rep en humans el complex d'histocompatibilitat principal (MHC) s'anomena sistema de
. Aquest gran locus conté un gran nombre de gens relacionats amb les funcions del sistema immunitari en humans. Aquest grup de gens es troben al cromosoma 6, i codifiquen la síntesi de proteïnes presentadores d'antigen de la superfície cel·lular i d'altres gens. Els gens HLA són la versió humana dels gens MHC que són presents en gairebé tots els vertebrats (i d'aquí que aquests siguin els gens més estudiat del MHC). Les proteïnes la informació de les quals es troba en certs gens també s'anomenen antígens a causa que es van descobrir com a factors en trasplantaments d'òrgans. El complex major HLA són elements essencials per a la funció immunitària. Cada tipus d'antigen desenvolupa una funció determinada:
Els antígens HLA equivalents a la classe I (A, B i C) del MHC presenten pèptids des de dins la cèl·lula (inclosos pèptids virals si n'hi ha). Aquests pèptids són produïts a partir de proteïnes digerides que són torcejades als proteosomes. Normalment els pèptids són petits polímers de 9 aminoàcids de longitud aproximadament. Els antígens forans ataquen les cèl·lules T-killers (també anomenades CD8 positives o cèl·lules citotòxiques T) que destrossen cèl·lules.
Els antígens HLA equivalents als de la classe II del MHC (DP, DM, DOA, DOB, DQ i DR) presenten antígens per fora de la cèl·lula als limfòcits T. Aquests antígens determinats estimulen les cèl·lules T-helpers perquè es multipliquin. Posteriorment, aquestes cèl·lules T-helpers estimulen la producció d'anticossos per a aquest antigen específic. Els antígens propis són suprimits pels les cèl·lules T supressores.
Els antígens HLA equivalents als components codificats de la classe III del MHC del sistema del complement.
El complex HLA té altres funcions. És important en la defensa contra malalties i pot ser la causa del rebuig en trasplantaments. Aquest complex pot protegir contra càncers o no fer-ho (si a la baixa per una infecció). L'HLA pot intervenir en les malalties autoimmunitàries (com per exemple la diabetis tipus I o la malaltia celíaca). Per altra banda, en la reproducció l'HLA pot estar relacionat amb l'olor dels individus i pot estar relacionat en la selecció de parella.
A banda dels gens que codifiquen el 6 antígens principals, hi ha un gran nombre de gens, molts dels quals es troben involucrats en la funció immunitària, localitzats al complex HLA. La diversitat en l'HLA de la població humana és un element a tenir en compte en la defensa envers malalties, i, com a conseqüència, la probabilitat que dos individus sense lligams familiars tinguin les molècules d'HLA idèntiques en tots els locus és molt baixa. Històricament, els gens HLA eren identificats a conseqüència de si el trasplantament d'òrgans entre individus d'HLA similars tenia bon resultat o no.

## Funcions
Les proteïnes codificades per als HLAs són les que es troben a la part exterior de les cèl·lules del cos que són (realment) úniques a cada persona. El sistema immunitari utilitza els HLAs per diferenciar les cèl·lules pròpies de les que no ho són. Qualsevol cèl·lula que mostri l'HLA d'una persona determinada pertany a aquesta persona (i per tant no és una cèl·lula invasora, un potencial patogen).

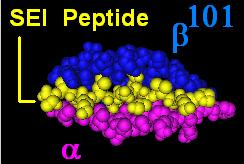
La proteïna DR (DRA:DRB1*0101 productes gènics) amb lligand d'enllaç de l'enterotoxina de l'estafilococ, mostra tots els residus dels aminoàcids de, com a màxim, 5 Àngstroms del pèptid SEI. PDG 2G9H.

En malalties infecciones Quan un patogen forà entra a l'organisme, unes cèl·lules específiques anomenades cèl·lules presentadores de l'antigen (APCs) “es mengen” el patogen mitjançant un procés anomenat fagocitosi. Les proteïnes del patogen són trencades en traços petits (pèptids) que seran carregades en els antígens d'HLA (exactament a la classe II del MHC). Aleshores, són exposats per les cèl·lules presentadores de l'antigen per a unes determinades cèl·lules del sistema immunitari anomenades limfòcits T, les quals produiran reaccions diverses per tal d'eliminar el patogen.
Mitjançant un procés similar, les proteïnes (tant del propi cos com les foranes, així com les víriques) produïdes a la majoria de cèl·lules són presentades en els antígens HLA (específicament la classe I de l'HMC) a la superfície cel·lular. Les cèl·lules infectades poden ser reconegudes i destruïdes pels components del sistema immunitari (concretament CD8+ cèl·lules T).
La imatge mostrada presenta una regió proteica d'un patogen bacterià (pèptid SEI) enllaçat dins la porció vinculant més allunyada de la molècula HLA-DR1. Al dibuix molt per sota, un punt de vista diferent, es pot veure tot un DQ amb un pèptid unit en una esquerda similar, com es veu des del costat. pèptids relacionats amb la malaltia encaixen en aquests "espais" de la mateixa manera que una mà s'inscriu en un guant o un ajust clau en un pany. En aquestes configuracions es presenten pèptids a les cèl·lules T. Els limfòcits T estan restringits per les molècules HLA quan certs pèptids estan dins de l'esquerda vinculant. Aquestes cèl·lules tenen receptors que són com anticossos i cada cèl·lula només reconeix algunes combinacions de classe II-pèptid. Una vegada que una cèl·lula T reconeix un pèptid dins d'una classe de molècules de MHC II pot estimular les cèl·lules B que també reconeixen la mateixa molècula en els seus anticossos sigma. Per tant, aquestes cèl·lules T ajuden a les cèl·lules B produeixen anticossos per a proteïnes que tots dos reconeixen. Hi ha milers de milions de combinacions diferents de cèl·lules T possible en cada persona que es pot fer per reconèixer els antígens, molts es treuen durant la creació, ja que reconeixen antígens propis. Cada HLA pot pèptids s'uneixen moltes, i cada persona té tres tipus de HLA i pot tenir quatre isoformes de la DP, 4 isoformes de DQ i 4 isoformes del RD (2 de DRB1, i 2 de DRB3, DRB4 o DRB5) per a un total de dotze isoformes. En els heterozigots com és difícil per a les proteïnes relacionades amb la malaltia d'escapar a la detecció.
En els rebuigs de trasplantaments. Qualsevol cèl·lula que mostra algun altre tipus d'HLA és "no-pròpia" i és un invasor, donant com a resultat el rebuig del teixit que contingui aquestes cèl·lules. A causa de la importància de l'HLA en el trasplantament, els HLA es troben entre els més sovint introduïts per serologia o PCR en relació amb qualsevol altre al·lel autosòmic.
| Al·lel d'HLA                                                  | Malalties amb risc incrementat | Risc relatiu |
| ------------------------------------------------------------- | ------------------------------ | ------------ |
| HLA-B27                                                       | Espondilitis anquilosant       | 12           |
| HLA-B27                                                       | Artritis postgonococal         | 14           |
| HLA-B27                                                       | Uveïtis anterior aguda         | 15           |
| HLA-DR3                                                       | Hepatitis autoimmune           | 14           |
| HLA-DR3                                                       | Síndrome de Sjögren primària   | 10           |
| HLA-DR3                                                       | Diabetis mellitus de tipus 1   | 5            |
| HLA-DR4                                                       | Artritis reumatoide            | 4            |
| HLA-DR4                                                       | Diabetis mellitus de tipus 1   | 6            |
| HLA-DR3 i-DR4 combinats                                       | Diabetis mellitus de tipus 1   | 15           |
| HLA-B47                                                       | deficiència de 21-hydroxilasa  | 15           |
| Per a qualsevol terme referit a les taules, la referència és: |                                |              |

A l'autoimmunitatEls tipus d'HLA s'hereten, i alguns d'ells estan relacionats amb malalties autoimmunitàries i altres malalties. Les persones amb certs antígens HLA són més propenses a desenvolupar certes malalties autoimmunitàries, com ara la diabetis tipus I, l'espondilitis anquilosant, la malaltia celíaca, el lupus eritematós sistèmic, miastènia greu, miositis per cossos d'inclusió i la síndrome de Sjögren. La tipificació d'HLA s'ha portat a una certa millora i l'acceleració en el diagnòstic de la malaltia celíaca i la diabetis tipus 1, però perquè la DQ2 resulti útil és necessari que la resolució de B1* sigui alta (resolució de 0201 * fins a * 0202), resolució de DQA1 *, o serotipificació DR. La serotipificació actual pot resoldre, en un sol pas, DQ8. La tipificació d'HLA en l'autoimmunitat s'està utilitzant cada vegada més com una eina en el diagnòstic. En la malaltia celíaca és l'únic mitjà eficaç per discriminar entre els familiars de 1r grau que estan en risc d'aquells que no estan en risc, abans de l'aparició dels símptomes de vegades irreversibles, com ara al·lèrgies i malalties autoimmunes secundàries.
En el càncerAlgunes malalties on hi intervé l'HLA estan directament involucrades en la promoció de càncer. L'enteropatia per sensibilitat al gluten s'associa a major prevalença de l'enteropatia associada al limfoma de cèl·lules T, i els homozigots DR3-DQ2 es troben dins del grup de major risc amb prop del 80% de casos EATL sensibles al gluten. Més sovint, però, les molècules d'HLA tenen un paper protector, reconeixent l'augment d'antígens que no van ser tolerats pels baixos nivells en l'estat normal. Les cèl·lules anormals poden ser objecte de mediació de l'apoptosi de molts tipus de càncer abans del diagnòstic clínic. La prevenció del càncer pot ser una part de la selecció d'heterozigots en què actuï l'HLA.

## Classificació

Representació esquemàtica de la classe I de MHC.

Les proteïnes de la classe I del MHC d'un receptor funcional en la majoria de cèl·lules amb nucli del cos. Hi ha tres gens majoritaris i tres gens minoritaris de la classe I del MHC en l'HLA:
- HLA-A
- HLA-B
- HLA-C
- Els gens minoritaris són HLA-E, HLA-F i HLA-G.
- La microglobulina-β2 s'uneix a les subunitats de gens majoritaris i minoritaris per a produir un heterodímer.

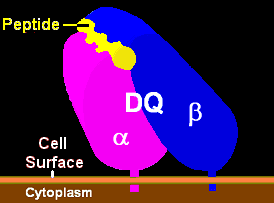
Il·lustració d'una molècula HLA-DQ (en magenta i blau) amb una unió pel lligand (en groc) que flotaria en el plasma cel·lular.

Hi ha tres proteïnes de classe II d'MHC xifrades per l'HLA, i dues de petites. Els gens de classe II es combinen per formar receptors proteics heterodimèrics (αβ) que són típicament expressats a la superfície de les cèl·lules presentadores de l'antigen.
Classe II d'MHC majoritaris:
- HLA-DP
  - Cadena-α codificada pel locus HLA-DPA1
  - Cadena-β codificada el locus HLA-DPB1
- HLA-DQ
  - Cadena-α codificada pel locus HLA-DQA1
  - Cadena-β codificada pel locus HLA-DQB1
- HLA-DR
  - Cadena-α codificada pel locus HLA-DRA
  - Quantre cadenes-β (només 3 possibles per persona), codificades pels locus HLA-DRB1, DRB3, DRB4, DRB5.

Les altres proteïnes MHC de classe II, DM i DO, s'utilitzen en el processament intern dels antígens, carregant els pèptids antigènics generats a partir d'agents patògens en les molècules HLA de cèl·lules presentadores de l'antigen.

### Nomenclatura
Els al·lels moderns d'HLA se solen assenyalar amb una varietat de nivells de detall. La majoria de les denominacions comencen amb “HLA” i el nom del locus, a continuació “*” i un nombre (parell) de dígits que especifiquen l'al·lel. Els dos primers dígits especifiquen un grup d'al·lels. En metodologies més antigues sovint no es podia distingir per complet els al·lels que hi escrivien, i per aquest motiu es varen deixar d'usar. Els dígits 3 i 4 expressen al·lels sinònims. Els 5 i 6 denoten qualsevol sinònim de mutacions en el marc de codificació del gen. Els dígits setè i vuitè distingeixen mutacions fora de la regió de codificació. Lletres com la L, N, Q o S poden seguir la designació d'un al·lel per especificar un nivell d'expressió o d'un altre tipus de dades no-genòmiques conegudes sobre ell. Per tant, un al·lel completament descrit pot ser de fins a 9 dígits, sense incloure la notació HLA-prefix i el locus.

### Variabilitat

Expressió codominant dels gens d'HLA.

Els locus d'MHC són, genèticament, alguns dels més variables de codificació en els mamífers, i el locus d'HLA humà no és una excepció. Tot i que la població humana va passar per una constricció més de 150 000 anys enrere, que era capaç d'arreglar molts locus, els locus d'HLA semblen haver sobreviscut a una constricció amb una gran variació. Dels 9 locus esmentats anteriorment, la majoria conserva una dotzena de grups al·lèlics o més per a cada locus, una variació molt millor conservada que la gran majoria dels locus humans. Això és consistent sempre que hi hagi una selecció d'heterozigots o un coeficient d'equilibri d'aquests locus. A més, alguns locus d'HLA es troben entre els més ràpids en l'evolució de les regions codificants del genoma humà. Un dels mecanismes de diversificació s'ha observat en l'estudi de les tribus amazòniques d'Amèrica del Sud que semblen haver estat objecte de conversió gènica intensa entre els al·lels de locus variables i dins de cada classe de gens HLA Amb menys freqüència, s'ha observat gens quimèrics com a resultat de recombinacions de gens d'HLA de varietat més àmplia.
En la població humana, s'han detectat cinc locus amb més de 100 al·lels, dels quals els més variables són l'HLA B i l'HLA-DRB1. A partir del 2004, el nombre d'al·lels que s'han determinat s'enumeren a la taula de baix. Per interpretar aquesta taula, cal considerar que un al·lel és una variant de la seqüència dels nucleòtids (ADN) en un locus, de manera que cada al·lel difereix de tots els altres en almenys una posició (polimorfisme d'un sol nucleòtid, SNP). La majoria d'aquests canvis donen a canvis en les seqüències d'aminoàcids, la qual cosa provoca grans diferències funcionals en la proteïna.
Hi ha estudis que limiten aquesta variació. Certs al·lels, com ara DQA1 * 0501 i DQA1 * 0505, codifiquen proteïnes de manera idèntica amb els productes processats. Altres al·lels com DQB1 * 0201 i DQB1 * 0202 produeixen proteïnes que són funcionalment similars. Pel que fa a la classe II (DR, DP i DQ), les variants de combinacions d'aminoàcids referents a l'escletxa d'unió del receptor peptídic tendeix a produir molècules amb capacitats d'enllaç diferents.

#### Taules de variants al·lèliques
Nombre de variants al·lèliques en els locus de classe I d'acord amb la base de dades IMGT-HLA, després de l'actualització de gener de 2009:
| Classe I del MHC     | Classe I del MHC |
| -------------------- | ---------------- |
| locus                | #                |
| Antígens majoritaris |                  |
| HLA A                | 767              |
| HLA B                | 1,178            |
| HLA C                | 439              |
| Antígens minoritaris |                  |
| HLA E                | 9                |
| HLA F                | 21               |
| HLA G                | 43               |

Nombre de variants al·lèliques a la classe II del locus (DM, DO, DP, DQ i DR):
| Classe II del MHC                                         | Classe II del MHC | Classe II del MHC | Classe II del MHC | Classe II del MHC |
| --------------------------------------------------------- | ----------------- | ----------------- | ----------------- | ----------------- |
| HLA                                                       | -A1               | -B1               | -B3 a -B5¹        | Potencial de      |
| locus                                                     | #                 | #                 | #                 | Combinacions      |
| DM-                                                       | 4                 | 7                 |                   | 28                |
| DO-                                                       | 12                | 9                 |                   | 72                |
| DP-                                                       | 27                | 133               |                   | 3,591             |
| DQ-                                                       | 34                | 96                |                   | 3,264             |
| DR-                                                       | 3                 | 618               | 82                | 2,121             |
| ¹DRB3, DRB4, DRB5 tenen presència variable en els humans. |                   |                   |                   |                   |

#### Característiques de seqüències de tipus variant (SFVT)
L'alt grau de variabilitat en els gens HLA planteja reptes importants en la investigació del paper de les variacions genètiques de les malalties d'HLA. Tradicionalment, els estudis d'associació de malaltia tracten cada al·lel d'HLA com una única unitat la qual no reflecteix les parts de la molècula associades amb aquesta. Karp D. R. et al. descriu una nova seqüència de característiques de tipus variant (SFVT) enfocat a l'anàlisi genètica d'HLA, que classifica les proteïnes d'HLA biològicament segons les característiques de les seqüències més petites (FE), i els seus tipus de variants (TT). Les característiques de seqüència són combinacions d'aminoàcids dels llocs definits basant-se en la informació estructural (per exemple, fulla-beta 1), la informació funcional (per exemple, l'antigen del pèptid vinculant), i el polimorfisme. Aquestes característiques de la seqüència poden ser superposades i contínues o discontínues en la seqüència lineal. Els tipus de variants per a cada característica de la seqüència es defineixen basant-se en tots els polimorfismes d'HLA coneguts en el lloc que es descriu. La categorització SFVT d'HLA s'aplica en l'anàlisi d'associació genètica perquè els efectes i les funcions dels epítops compartits per diversos al·lels d'HLA es puguin identificar. Les característiques de seqüència i els seus tipus de variants s'han descrit per a totes les proteïnes “clàssiques” d'HLA. L'arxiu internacional d'HLA SFVTs es mantindrà en la base de dades IMGT d'HLA. Una eina per convertir els al·lels d'HLA en els seus components SFVTs poden trobar-se en el lloc web Base de dades d'Immunologia i Anàlisi (ImmPort).

### Estudi dels tipus d'HLA

#### Noms dels al·lels i dels serotipus
Hi ha dos sistemes paral·lels de nomenclatura que s'apliquen a l'HLA. El primer i més antic d'aquests està basant el reconeixement serològic (basat en anticossos). En aquests sistema s'assignava lletres i nombres als antígens (per exemple HLA-B27 o, escurçat, B27). Per altra banda es va desenvolupar un sistema paral·lel que permetia definir millor els al·lels; en aquest sistema un HLA és utilitzat conjuntament amb una lletra i quatre o més nombres (per exemple HLA-B*0801, A*68011, A*240201N N= no-vàlid) per descriure un determinat a un locus d'HLA determinat. Els locus HLA poden ser classificats de manera més detallada en classe I o classe II del MHC (o rarament, locus D). Cada dos anys es proposa una nomenclatura per ajudar els qui fan recerca en la traducció de serotipus a al·lels.

#### Serotipificació
Amb la finalitat de crear un reactiu de “tipatge”, s'extraurà sang d'animals o d'humans, les cèl·lules sanguínies se separen del sèrum i aquest diluït fins a la concentració necessària perquè tingui la seva màxima sensibilitat i utilitzat per tipificar cèl·lules d'altres individus o animals. D'aquesta manera les tècniques de serotipificació esdevenen un mètode per 'identificar les isoformes dels receptors i els receptors HLA. Amb el pas del temps, la serotipificació dels anticossos va anar esdevenint més refinada com a tècniques per incrementar la sensibilitat millorada i han anat apareixent nous anticossos de serotipificació. Un dels objectius de l'anàlisi de serotipus és emplenar els buits en l'anàlisi. És predictible basant-se en el mètode “'maximum-likelihood'”, o l'anàlisi dels haplotipus de família per considerar al·lels adequadament tipificats. Aquests estudis utilitzen tècniques de serotipus sovint revelades, particularment per països no europeus i del nord-est asiàtic hi ha un gran nombre de serotipus “buits”. Això va ser particularment problemàtic per la Cw locus fins fa poc, gairebé la meitat dels serotipus Cw no-tipificats ho van ser el 1991 en l'informe de la població humana.
Hi ha diversos tipus de serotipus. Un ampli ventall de serotipus d'antigen és una mala eina per identificar les cèl·lules. Per exemple el serotipus HLA A9 reconeixen cèl·lules d'A23 i A24 seguint essent individuals, això pot fins i tot reconèixer cèl·lules les quals l'A23 i l'A24 no reconeix per petites variacions. L'A23 i l'A24 són dos antígens diferents, però els anticossos específics per ells són típicament utilitzats més sovint que els anticossos per reconèixer nombrosos antígens.

#### Tipificació cel·lular
| HLA-DR  | Especificitat cel·lular     |
| ------- | --------------------------- |
| DR1     | Dw1, Dw20                   |
| DR2     | Dw2, Dw12, Dw21, Dw22       |
| DR3     | Dw3                         |
| DR4     | Dw4, Dw10, Dw13, Dw14, Dw15 |
| DR11(5) | Dw5                         |
| DR13(6) | Dw, Dw18(w6), Dw19(w6)      |
| DR14(6) | Dw9, Dw16                   |
| DR7     | Dw7, Dw11(w7), Dw17(w7)     |
| DR8     | Dw8                         |
| DR9     | Dw23                        |
| DR52    | Dw24, Dw25, Dw26            |

Un assaig cel·lular representatiu és el mixed lymphocyte culture (MLC) que és utilitzat per determinar els tipus de classe II d'HLA. L'assaig cel·lular és més sensible en la detecció de diferències d'HLA que la tècnica de serotipus. Aquest fet es deu al fet que petites diferències no reconegudes per alloantisera poden estimular les cèl·lules B. Aquesta tipificació designa els tipus Dw. El DR1 serotipificat és definit cel·lularment com a Dw1 o Dw20; I el mateix succeeix pels altres DRs serotipificats. La taula mostra les especificitats cel·lulars associades pels al·lels DR. No obstant, la tipificació cel·lular és inconseqüent en la reacció entre tipus cel·lulars individuals i de vegades amb resultats diferents dels esperats. Juntament amb la dificultat de l'assaig cel·lular en la generació i el manteniment de reactius cel·lulars, l'assaig cel·lular està essent reemplaçat pel mètode de tipificació basat en l'ADN.

#### Seqüenciació gènica
Es poden observar reaccions de poca gravetat en subregions que mostren la similaritat amb altres tipus de productes dels gens d'un grup de serotipus d'al·lels. La seqüència de l'antigen determina les reactivitats de l'anticòs; en conseqüència tenint una gran capacitat per seqüenciar (o seqüenciar basant-se en la “tipificació”) les reaccions serològiques esdevenen innecessàries. Per tant, diferents reaccions de serotipus poden indicar la necessitat de seqüenciar l'HLA d'una persona per determinar una nova seqüència gènica.
La tipificació general dels antígens segueix sent útil, com per exemple tipificant poblacions molt diferents amb uns quants al·lels d'HLA indeterminats (Àfrica, Aràbia,[ Sud-est d'Iran i Pakistan, India). L'Àfrica, el Sud d'Iran i l'Aràbia mostren la dificultat en àrees de tipificació que van ser establertes inicialment. La diferència al·lèlica fa necessari utilitzar tipificacions d'antigen generals juntament amb la seqüenciació gènica perquè hi ha un risc més alt en determinar l'antigen malament quan s'utilitzen tècniques de serotipificació.
Finalment, una tècnica, basada en la seqüència, decideix quin nou al·lel va a cada serogrup, això no ho determina pas la seqüència o la reactivitat. Un cop la seqüència és verificada se li assigna un nombre. Per exemple, un nou al·lel de B44 pot tenir un serotipus B*4465; aquest és el seixanta-cinquè al·lel B44 descobert. Marsh et al. (2005) pot ser considerat un llibre de codis de serotipus i genotips d'HLA i un nou llibre d'edició bianual amb actualitzacions mensuals en "Antígens dels Teixits".

#### Fenotipificació
La tipificació de gens és diferent que la seva seqüenciació i serotipificació.
Mitjançant aquesta estratègia s'utilitzen els primers PCR específics a una regió del DNA variable (anomenada SSP-PCR), si es troba un producte de la mida correcta, es considera que s'ha identificat l'al·lel d'HLA. Molt sovint noves seqüències gèniques comporten un increment en l'aparença d'ambigüitat perquè la tipificació gènica es basa en SSP-PCR i és possible que noves variants, específicament en la classe I i en el locus DRB1, poden no ser identificades.
Amb la finalitat d'identificar fenotipus d'HLA en la situació clínica s'utitilitza l'SSP-PCR. Un exemple d'un fenotipus "estès" per a una persona podria ser:
A*0101/*0301, Cw*0701/*0702, B*0702/*0801, DRB1*0301/*1501,
DQA1*0501/*0102, DQB1*0201/*0602
Això és generalment idèntic al serotipus desenvolupat:
A1,A3,B7,B8,DR3,DR15(2), DQ2,DQ6(1)
Per a moltes poblacions com la japonesa o l'europea s'han tipificat a molts pacients i s'ha vist nous al·lels relativament poc freqüents; en conseqüència l'SSP-PCR és molt adequat per a la determinació d'al·lels. Els hoplotipus poden ser obtinguts mitjançant la tipificació dels membres d'una família en les zones del món on l'SSP-PCR no pot reconèixer al·lels i tipificar requereix la seqüència de nous al·lels. Les àrees del món on utilitzar l'SSP-PCR o la serotipificació poden no ser útil són l'Àfrica central, l'est d'Àfrica i parts del sud, l'Aràbia i el sud d'Iran, el Pakistan i l'Índia.

#### Haplotipus
Un haplotipus d'HLA és una successió de “gens” d'HLA (locus-al·lels) per cromosoma, un procedent de la mare i l'altre procedent del pare. El fenotip exposat a sobre és un dels més comuns a Irlanda i és resultat de dos haplotipus genètics comuns:
A*0101 : Cw*0701: B*0801 : DRB1*0301 : DQA1*0501: DQB1*0201
(Per serotipificació A1-Cw7-B8-DR3-DQ2)
El qual és anomenat “super B8” o “haplotipus ancestral” i
A*0301 : Cw*0702 : B*0702 : DRB1*1501 : DQA1*0102 : DQB1*0602
(Per serotipificació A3-Cw7-B7-DR15-DQ6 o l'antiga versió "A3-B7-DR2-DQ1")
Aquests haplotipus poden ser utilitzats per traçar migracions en la població humana perquè són sovint com una petjada d'un esdeveniment que ha succeït en l'evolució. L'haplotipus Super-B8 és preminent a l'oest d'Irlanda, disminueix progressivament a mesura que ens allunyen d'aquesta regió i es troba només en zones on hi ha emigrat europeus de l'oest al llarg de la història. L'"A3-B7-DR2-DQ1" està més àmpliament estès, des de l'est d'Àsia fins a la península Ibèrica. L'haplotip Super B-8 està associat amb un conjunt de malalties immunitàries relacionades amb la dieta. Hi ha centenars de milers d'apotipus estesos però només uns quants mostren un caràcter visible i nodal en la població humana.

## Paper de les variacions al·lèliques
Estudis fets en humans i altres animals proposen que hi ha un mecanisme de selecció heterozigòtic operant en els locus que causa la seva excepcional variabilitat.
Un mecanisme creïble és la selecció sexual en la qual les femelles poden detectar mascles amb diferent HLA que el seu.
Mentre els locus DQ i DP tenen menys al·lels, combinacions d'A1:B1 tenen potencial per produir 1586DQ i 2552DP αβ heterodimers, respectivament. Mentre que enlloc hi ha cap nombre d'isoformes que s'hi acosti en la població humana, cada individu pot tenir 4 isoformes DQ i DP variables incrementant així el potencial nombre d'antígens que aquests receptors poden presentar al sistema immunitari en sistemes immunitaris individuals. Hi ha estudis de les posicions variables de DP, DR i DQ que mostren que els residus de contacte del pèptid antigen de les molècules de la classe II són habitualment l'emplaçament de la variació en la proteïna en l'estructura primària. Per tant, mitjançant una combinació de variació al·lèlica intensa i/o un emparellament de subunitats els receptors del "pèptid" són capaços d'unir un gairebé inacabable nombre de variacions de pèptids de 9 aminoàcids o més de llargària, protegint subpoblacions que s'han reproduït entre si de malalties epidèmiques. Sovint els individus d'una població tenen diferents haplotipus, això porta a moltes combinacions, fins i tot en grups petits. Aquesta diversitat augmenta la supervivència d'aquests grups i frustrar l'evolució d'epítops en patògens, els quals podrien, per altra banda, ser escudats per sistema immunitari.

## Anticossos
Normalment no s'acostuma a produir anticossos per HLA malgrat en els casos de reacció immunològica que pot ser causada per transfusions de sang, l'embaràs (antígens heretats del pare) o trasplantaments d'òrgans o teixits.
Els anticossos per malalties associades a haplotipus d'HLA han estat proposats per al tractament de malalties greus del sistema immunitari.
S'ha associat el fracàs de trasplantaments renals, cardíacs, pulmonars i de fetge amb la presència d'anticossos HLA procedents de donants.

## Compatibilitat d'HLA per germans malalts
En algunes malalties que requereixen trasplantament de cèl·lules mare, el diagnòstic genètic pre-implant pot ser útil per incrementar la compatibilitat entre l'HLA entre germans; ara bé, aquest tema obre un possible debat ètic al respecte.